# Tennis Masters Cup 2006
Masters Cup 2006 (англ. Tennis Masters Cup Shanghai 2006) — турнир сильнейших теннисистов, завершающий сезон ATP. В 2006 году проходит 37-е по счёту соревнование для одиночных игроков и 32-е для парных. Традиционно турнир проводится поздней осенью — в этом году с 12 по 19 ноября на кортах Qizhong Forest Sports City Arena в китайском Шанхае, которая принимает его второй год подряд.
Прошлогодние победители:
- одиночки —  Давид Налбандян
- пары —  Микаэль Льодра /  Фабрис Санторо

## Соревнования

### Одиночные соревнования
Роджер Федерер обыграл  Джеймса Блейка со счётом 6-0, 6-3, 6-4.
- Федерер выигрывает 12-й одиночный титул в сезоне и 45-й за карьеру в основном туре ассоциации.
- Федерер побеждает на Итоговом турнире в 3-й раз (до этого в 2003-04 годах).
- Блейк сыграл 8-й одиночный финал в сезоне и 15-й за карьеру в основном туре ассоциации.
- Блейк вышел свой дебютный финал на Итоговом турнире.

### Парные соревнования
Йонас Бьоркман /  Максим Мирный обыграли  Даниэля Нестора /  Марка Ноулза со счётом 6-2, 6-4.
- Бьоркман выигрывает 8-й парный титул в сезоне и 50-й за карьеру в основном туре ассоциации.
- Мирный выигрывает 7-й парный титул в году и 32-й за карьеру в основном туре ассоциации.
- Бьоркман выиграл итоговый турнир во 2-й раз (до этого он победил в 1994 году в паре с Яном Апеллем).
- Мирный впервые побеждает на итоговом турнире.